# نورثروپ گرومن ئی‌ای-۶بی پراولر
نورثروپ-گرومن ئی‌ای-۶بی پراولر (به انگلیسی: Northrop Grumman EA-6B Prowler) یک هواپیمای دوموتوره جهت ماموریت‌های جنگ الکترونیک است که توسط شرکت نورثروپ و بعدتر نورثروپ گرومن آمریکا تولید گردیده است. این هواپیما از سال ۱۹۷۱ تاکنون در خدمت نیروهای مسلح ایالت متحده است. ۴ نفر خدمه شامل یک خلبان یک متصدی اسلحه و دو نفر متصدی جنگ الکترونیک (جنگال) هستند. این هواپیما در سال ۲۰۱۵ قسمت اعظم جای خود را به هواپیمای جنگ الکترونیک پیشرفته بوئینگ ئی‌ای-۱۸جی گرولر داد.